# Abílio Rodas de Sousa Ribas
Abílio Rodas de Sousa Ribas, C.S.Sp. (Várzea do Soajo, Arcos de Valdevez, 2 de janeiro de 1931 - Braga, 2 de fevereiro de 2025) foi um prelado católico português, bispo emérito da Diocese de São Tomé e Príncipe.

## Biografia
Ingressou na Congregação do Espírito Santo e do Coração Imaculado de Maria onde, no dia 8 de março de 1953 efetuou os votos perpétuos, sendo ordenado presbítero no dia 21 de setembro de 1957.
Em 1968 especializou-se em Pastoral Catequética pelo Instituto Católico de Paris.
Como missionário em Angola, assumiu ininterruptamente as mais diversas responsabilidades, dentro e fora da sua Congregação: Superior de Missões, Pároco, Professor e Reitor dos Seminários Menor e Maior de Luanda e do Seminário Interdiocesano do Huambo. Foi ainda Superior Principal da sua Congregação, Diretor da Emissora Católica ”Rádio Ecclesia” e Secretário da Conferência Episcopal de Angola e São Tomé (CEAST).
No dia 21 de dezembro de 1984, quando exercia em Luanda o cargo de Secretário Adjunto da Cáritas de Angola, foi eleito Bispo de São Tomé e Príncipe pelo Papa João Paulo II.
Foi ordenado Bispo na Sé Catedral de Nossa Senhora da Graça de São Tomé, no dia 24 de fevereiro de 1985, pelo cardeal Dom Alexandre do Nascimento, arcebispo de Lubango, coadjuvado por Dom Fortunato Baldelli, núncio apostólico no país e por Dom Manuel Franklin da Costa, arcebispo de Huambo, tomando posse nesse mesmo dia. Dom Abílio Ribas exerceu com ardor o seu múnus apostólico na Diocese de São Tomé e Príncipe até a sua renúncia no ano de 2006.
Morreu em 2 de fevereiro de 2025. Suas exéquias ocorrerão em 6 de fevereiro.